# Янссен, Хорст
Хорст Я́нссен (нем. Horst Janssen; род. 14 ноября 1929, Гамбург — ум. 31 августа 1995, Гамбург) — немецкий художник и график.

## Жизнь и творчество
Родился в неполной семье, отца никогда не видел. В детстве воспитывался у деда в Ольденбурге. В 1939 году дед скончался от туберкулёза. В 1943 году после смерти от туберкулёза матери будущий художник переезжает к своей тётке Анне Янссен, сестре матери, которая продолжила его воспитание.
В 1946 году  поступает в художественную школу в Гамбурге. В 1947 году газета «Die Zeit» впервые публикует его рисунки. С 1948 года он занимается иллюстрацией литературы, интересуется ксилографией. В 1952 году получил гамбургскую стипендию Лихтварка.
С 1957 года создаёт многочисленные цветные гравюры, объединённые в 47 графических циклов с примерно 4 тысячами листов. Успех и признание пришли к мастеру в 60-е годы XX столетия. В 1964 году он получает премию искусств города Дармштадта, а в 1965 году — премию Эдвина Шарфа г. Гамбурга. В том же году состоялась большая выставка его графики в Ганновере. Затем были выставки в Дармштадте, Берлине, Дюссельдорфе, Гамбурге, Штутгарте, Мюнхене, Базеле.
Многочисленные выставки Х. Янссена состоялись также и в других странах, за пределами Германии — в Базеле (1966), Лондоне (1970), Осло, Гётеборге и Цюрихе (1971), Нью-Йорке (1974), Турине (1975), Барселоне, Лугано и Кембридже (1976), Чикаго (1980), Новосибирске (1985), Амстердаме (2008). В 1982 году передвижная выставка работ мастера была организована в Японии, а в 1983—1985 годы — в США.
В 1968 году Х. Янссен удостоился Большого приза на 34-м Венецианском биеннале, в 1975 году — премии Шиллера в Мангейме.

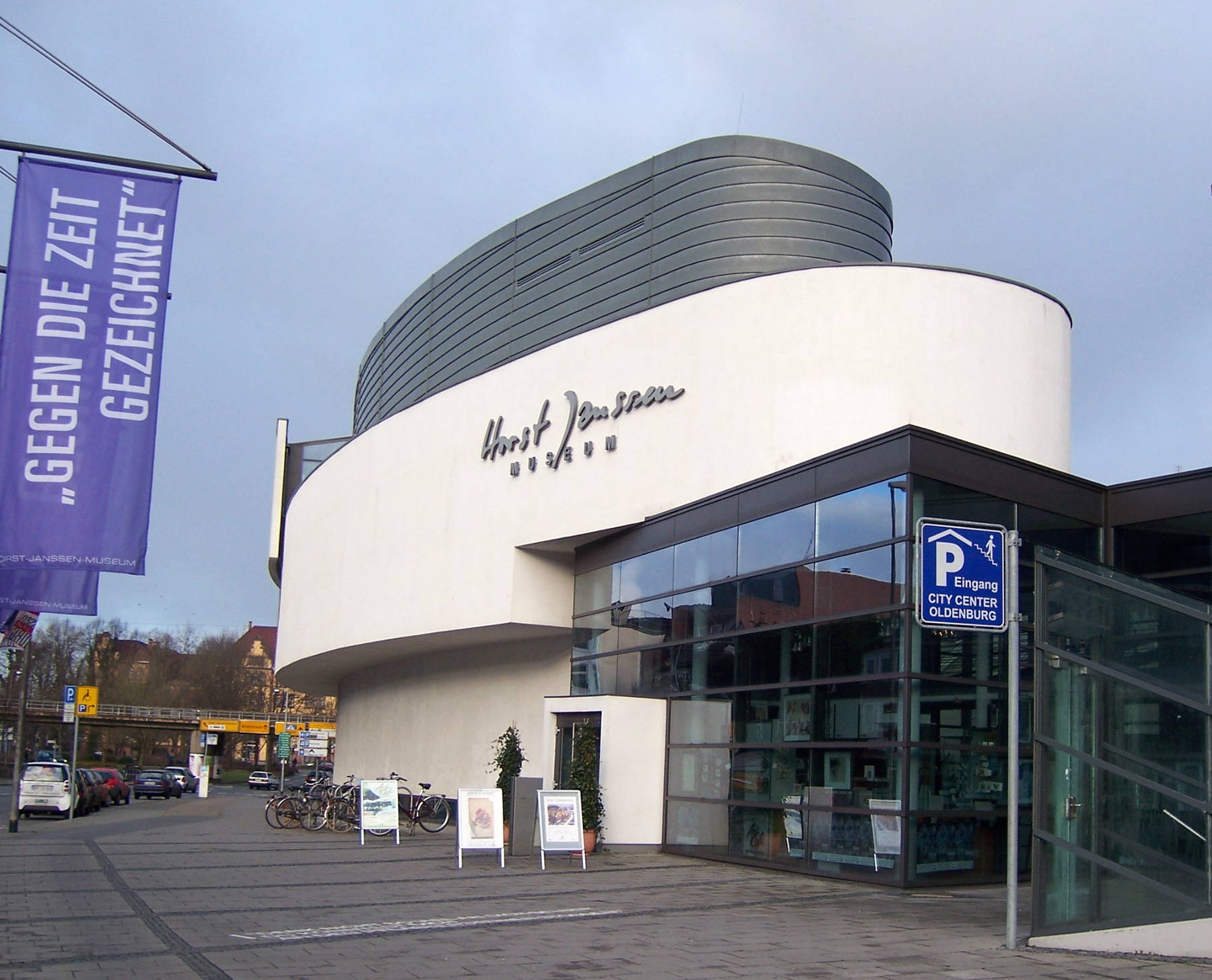
Музей Хорста Янссена в Ольденбурге

В ноябре 2000 года в Ольденбурге открылся музей Хорста Янссена.